# Johann Bessler

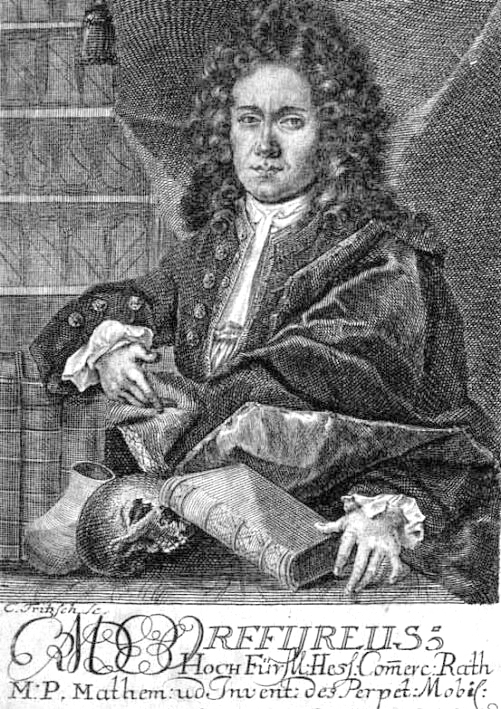
Johann Bessler

Johann Ernst Elias Bessler, także Orffyreus (ur. 1681 w Żytawie, zm. 30 listopada 1745 w Fürstenbergu) – niemiecki wynalazca kilku maszyn, które określał jako perpetuum mobile. Był również medykiem i zegarmistrzem.